# Saint-Cyr-du-Gault
Saint-Cyr-du-Gault là một xã thuộc tỉnh Loir-et-Cher miền trung nước Pháp.